# 洞窟のマグダラのマリア
『洞窟のマグダラのマリア』（仏:Marie-Madeleine dans la grotte, 英:Mary Magdalene In The Cave）は、1876年に画家ジュール・ジョゼフ・ルフェーブルが制作した油彩画。
現在はサンクトペテルブルクのエルミタージュ美術館に所蔵されている。

## 概要
この絵は、洞窟の入り口にいる、マグダラのマリアを描いている。マリアは片方の腕で顔を覆っていて、赤毛で裸身。川のほとりに横たわっていて、岩の上に頭を置いている。

## 歴史
この絵は1876年に描かれた。その年のサロンに展示され、アレクサンドル・デュマ・フィスが購入。 1895年にデュマが亡くなった直後、この絵は赤十字のフランス人芸術家の展覧会のためにサンクトペテルブルクに送られた。そこで1896年11月に皇帝ニコライ2世によって8400ルーブルで購入され、冬宮殿の主権者の個室に置かれた。
1920年にエルミタージュ・コレクションの一部になる。

## ギャラリー

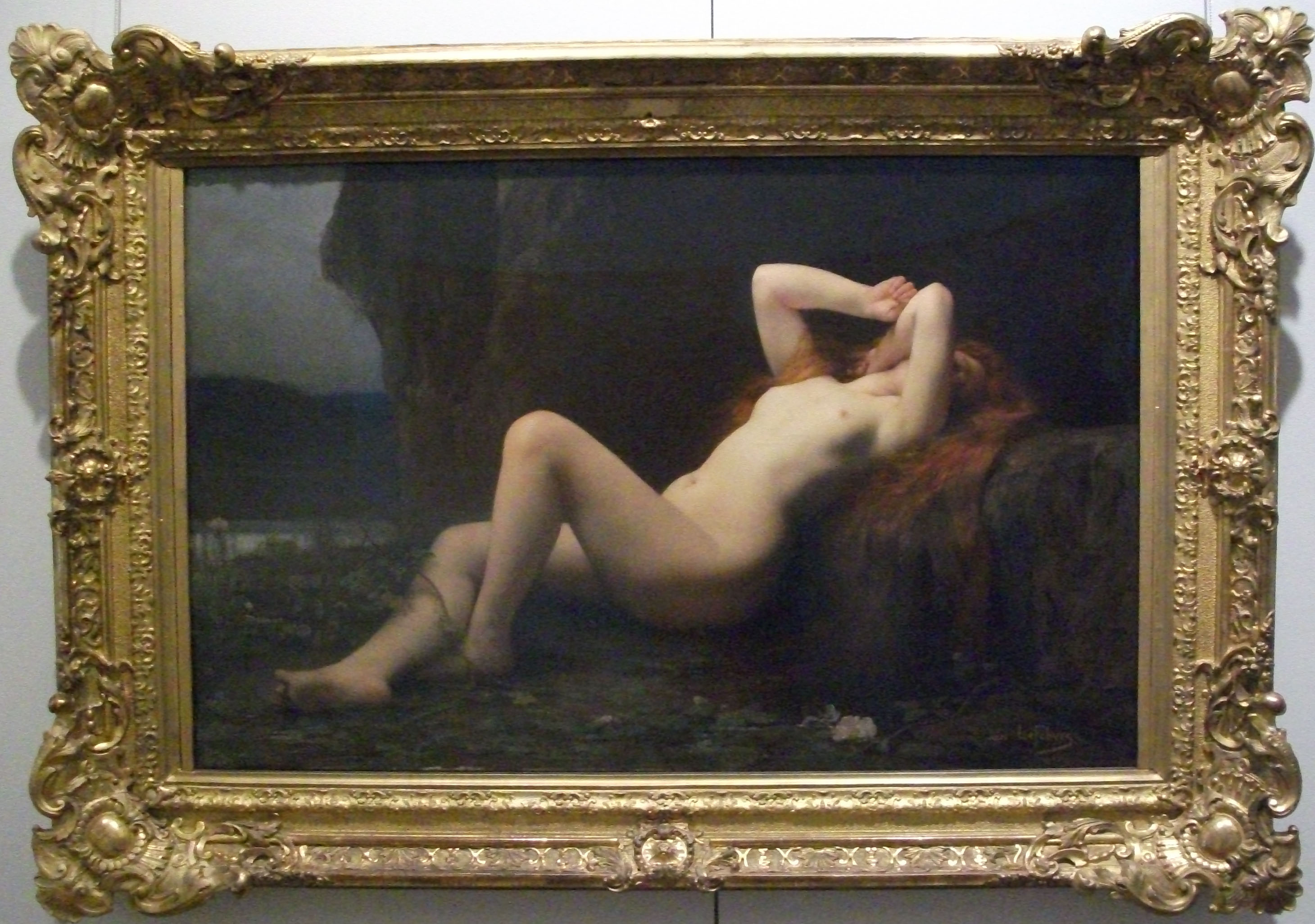
額縁内の『洞窟のマグダラのマリア』
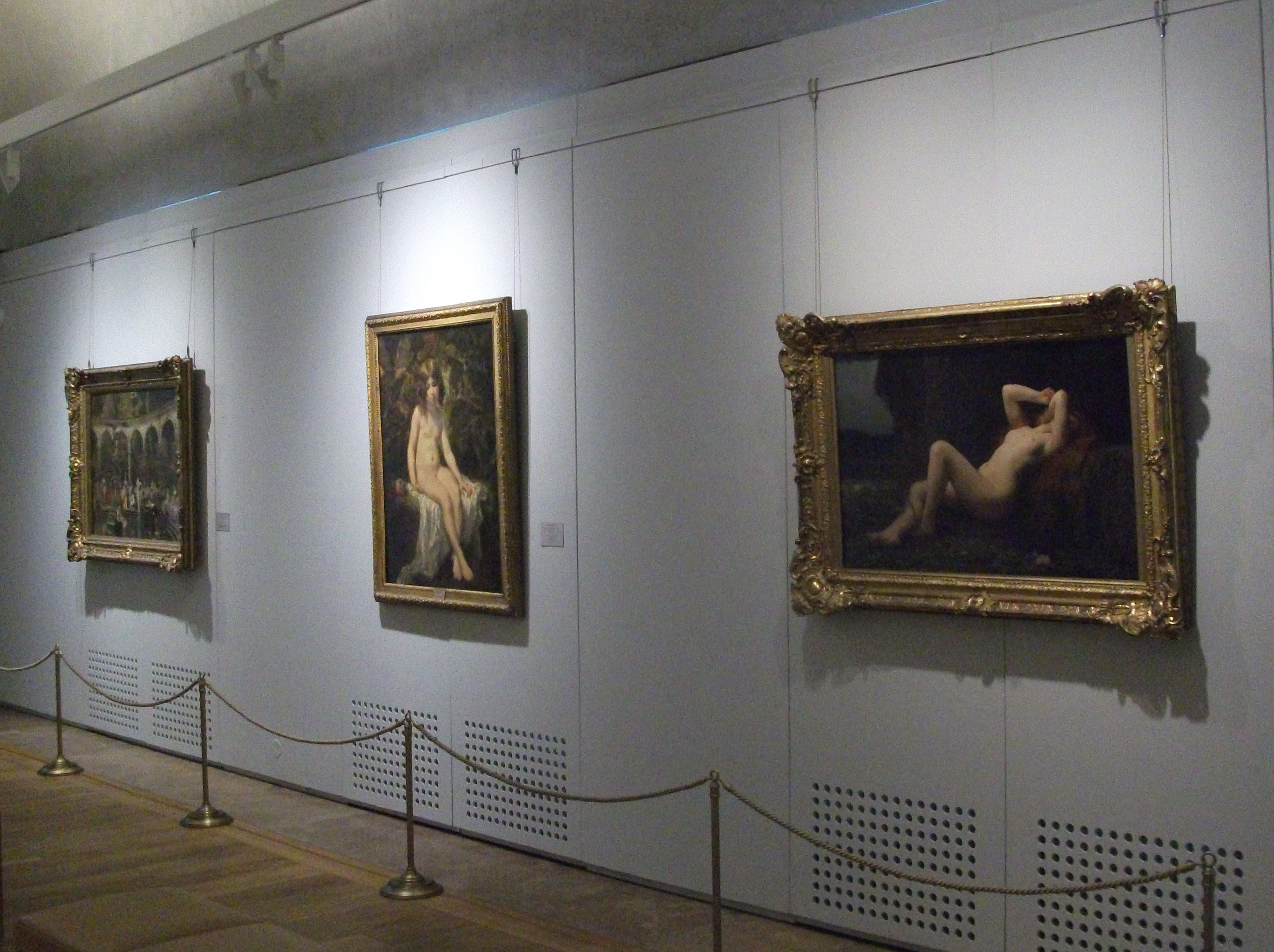
一番右が『洞窟のマグダラのマリア』